# 袖子

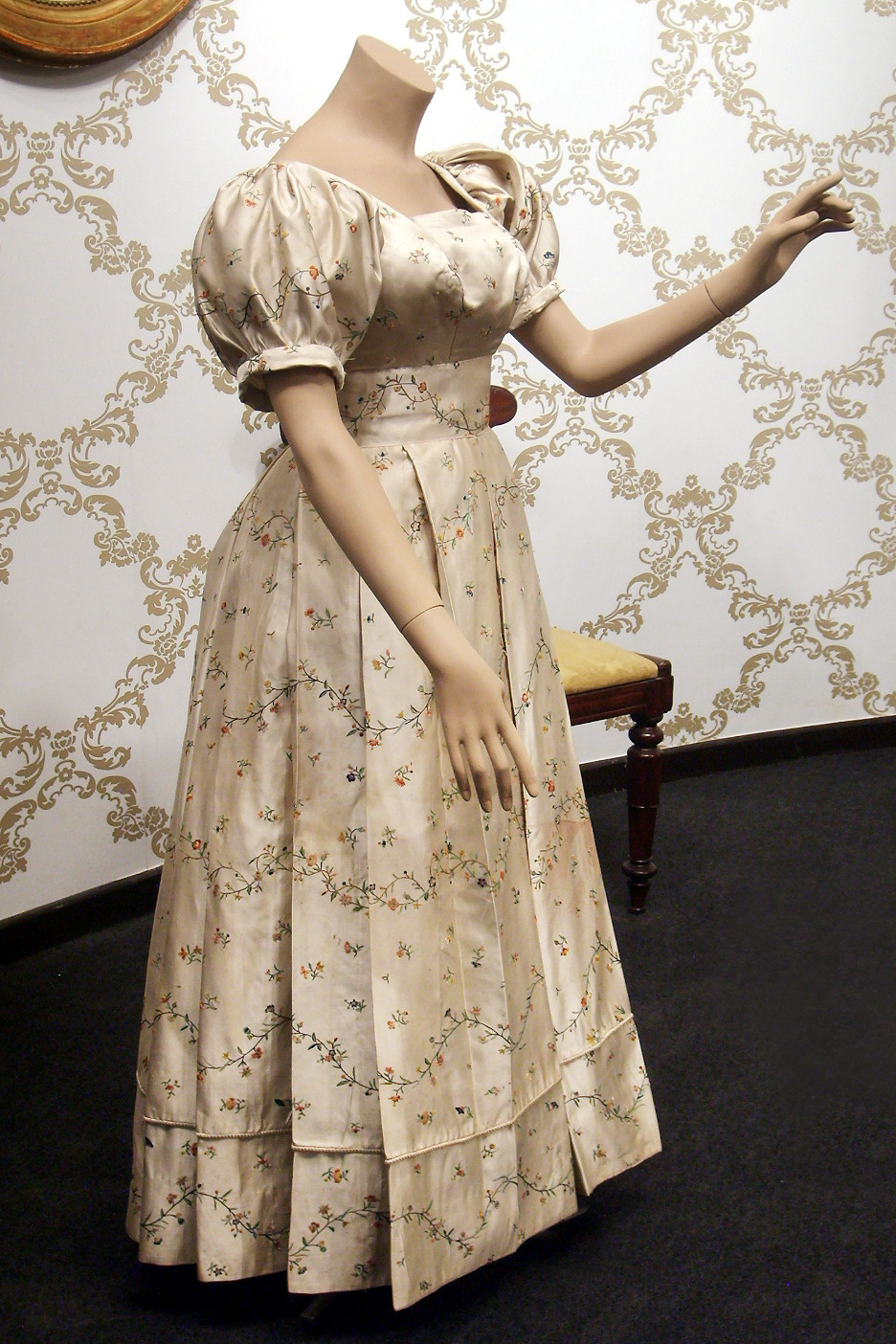
泡泡袖连衣裙

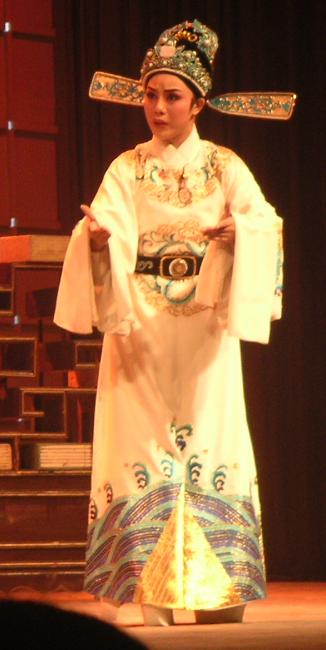
中国戏曲中，常在戏服袖子上使用水袖来辅助表现人物情感

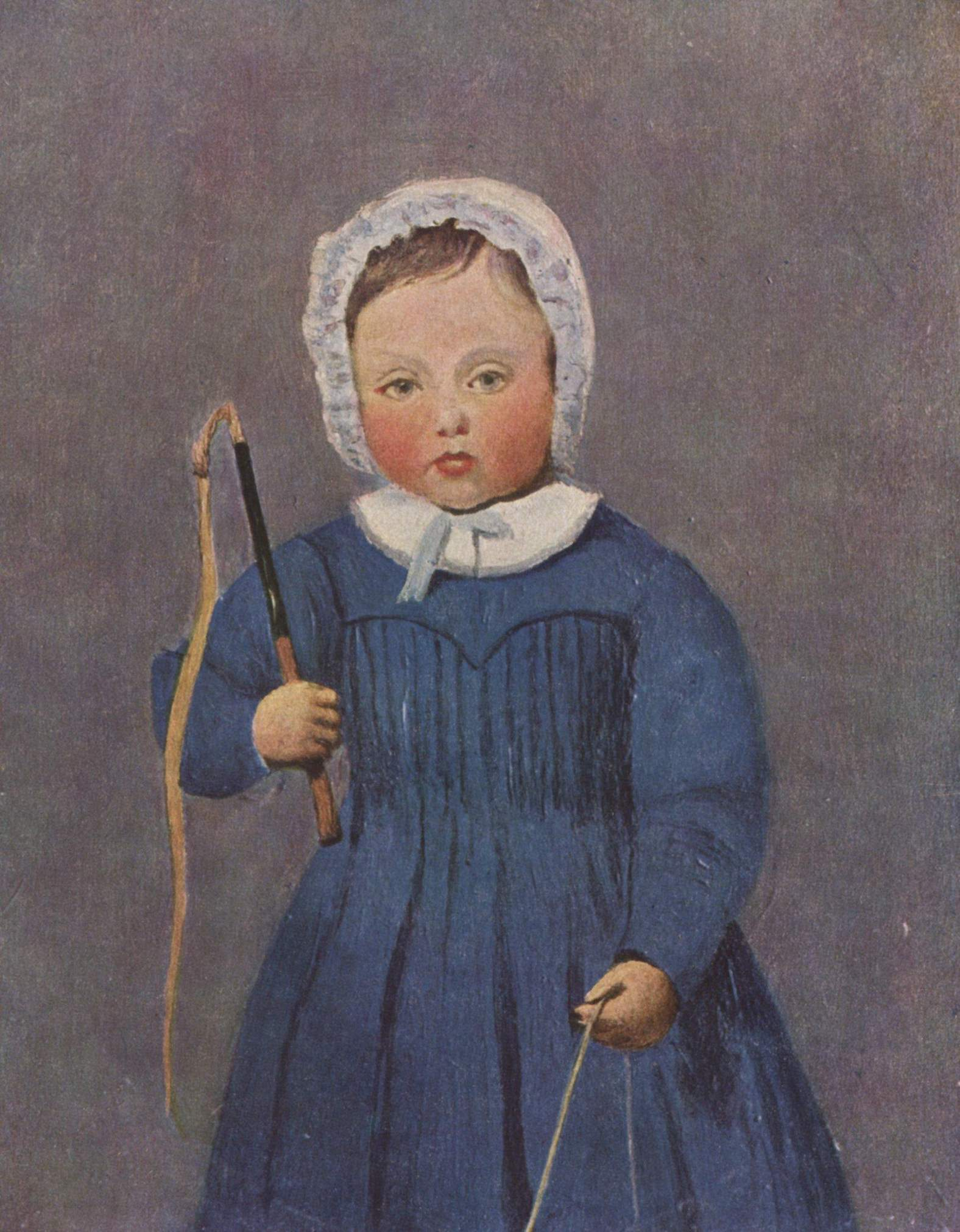
穿长袖连衣裙的小男孩

袖子是服装覆盖手臂的部分。

## 长度
长袖
到手腕的长度。正装在原则上是长袖。
七分袖（中袖）
遮住手肘的长度。
短袖、五分袖（半袖）
不遮住手肘的长度。多用于耐暑、运动和工作。
无袖、肩带袖
没有袖子，露出手臂。

## 类型
- 按照袖子的造型可分为：直袖、紧口袖、喇叭袖、灯笼袖等。
- 按照袖子的袖片数可分为：单片袖、两片袖、三片袖、多片袖 。